# Calcio Padova 2012-2013
Questa voce raccoglie le informazioni riguardanti il Calcio Padova nelle competizioni ufficiali della stagione 2012-2013.

## Stagione
Nella stagione 2012-2013 il Padova disputa il campionato di Serie B, raccoglie 53 punti con l'undicesimo posto. La squadra biancoscudata allenata da Fulvio Pea disputa un ottimo girone di andata chiuso in sesta posizione con 32 punti, mentre il girone di ritorno, con Franco Colomba in panchina, non ha dato le stesse soddisfazioni, il cambio allenatore è giunto appena prima del natale, a seguito delle sconfitte di Novara ed interna con il Sassuolo. La scossa non ha però dato gli effetti attesi, così il Padova ha dovuto accontentarsi di mantenere la categoria. Nella Coppa Italia la squadra patavina nel secondo turno ha superato il Pisa ai calci di rigore (4-2), mentre nel terzo turno è uscita dal torneo, superata (2-0) dall'Atalanta. Con 13 reti il miglior realizzatore stagionale è stato il napoletano Aniello Cutolo.

## Divise e sponsor
Lo sponsor tecnico per la stagione 2012-2013 è Joma, mentre lo sponsor ufficiale è Famila. La divisa è una maglia bianca con scudo, pantaloncini bianchi e calzettoni bianchi. La divisa di riserva è rossa con maniche bianche, mentre la terza divisa è una maglia gialla con pantaloncini neri e calzettoni gialli.
| Casa | Trasferta | Terza divisa |

## Organigramma societario
Dal sito internet ufficiale della società.
Consiglio di Amministrazione
- Presidente: Marcello Cestaro
- Vice Presidenti: Barbara Carron, Lorenzo Cestaro
- Consiglieri: Luca Baraldi, Gianluca Sottovia

Area organizzativa
- Segretario Sportivo: Simone Marconato
- Amministrazione: Benedetto Facchinato
- Segreteria: Antonella Segala

Area comunicazione
- Direttore Comunicazione e Relazioni Esterne: Gianni Potti
- Ufficio Stampa e web: Massimo Candotti
- Ufficio marketing: Matteo Salvadego
- Ufficio marketing: Nicolas Mantero
- Web e Social Network: Dante Piotto

Area tecnica
- Direttore sportivo: Fabrizio Salvatori, (fino al 09/04/2013), poi carica vacante
- Collaboratore tecnico: Ivone De Franceschi
- Responsabile osservatori: Federico Crovari
- Dirigente accompagnatore: Dino Bellini
- Team Manager: Paolo Ronci
- Allenatore: Fulvio Pea, poi Franco Colomba, poi Fulvio Pea
- Allenatore in seconda: Andrea Tarozzi, poi Giovanni Mei, poi Andrea Tarozzi
- Preparatore atletico: Arturo Gerosa, poi Juri Bartoli, poi Arturo Gerosa
- Preparatore dei portieri: Paolo De Toffol

Area medica
- Responsabile: Patrizio Sarto
- Medico: Gino Nassuato
- Medico Fisiatra: Renato Villaminar
- Fisioterapisti: Ivone Michelini, Daniele Bresciani
- Preparatore atletico recupero infortunati: Maurizio Ballò
- Massaggiatore: Antonio Maggiolini

## Rosa
La rosa e la numerazione sono aggiornate al 5 febbraio 2013. Sono in corsivo i giocatori che hanno lasciato la società durante la stagione.
| N. |                      | Ruolo | Calciatore          |
| -- | -------------------- | ----- | ------------------- |
| 1  | Italia (bandiera)    | P     | Marco Silvestri     |
| 2  | Italia (bandiera)    | D     | Andrea Rispoli      |
| 3  | Italia (bandiera)    | D     | Michele Franco      |
| 3  | Italia (bandiera)    | A     | Daniele Vantaggiato |
| 4  | Finlandia (bandiera) | D     | Jonas Portin        |
| 4  | Italia (bandiera)    | C     | Giuseppe De Feudis  |
| 5  | Italia (bandiera)    | D     | Marco Piccioni      |
| 6  | Italia (bandiera)    | D     | Trevor Trevisan     |
| 7  | Italia (bandiera)    | C     | Marco Gallozzi      |
| 8  | Nigeria (bandiera)   | C     | Wilfred Osuji       |
| 8  | Argentina (bandiera) | C     | Matías Cuffa        |
| 9  | Uruguay (bandiera)   | A     | Pablo Granoche      |
| 9  | Italia (bandiera)    | C     | Manuel Iori         |
| 10 | Brasile (bandiera)   | A     | Diego Farias        |
| 11 | Italia (bandiera)    | A     | Aniello Cutolo      |
| 12 | Italia (bandiera)    | P     | Luca Maniero        |
| 13 | Italia (bandiera)    | D     | Elia Legati         |
| 14 | Brasile (bandiera)   | C     | Zé Eduardo          |

| N. |                      | Ruolo | Calciatore              |
| -- | -------------------- | ----- | ----------------------- |
| 15 | Nigeria (bandiera)   | C     | Nwankwo Obiora          |
| 16 | Italia (bandiera)    | C     | Federico Viviani        |
| 17 | Slovenia (bandiera)  | A     | Enej Jelenič            |
| 18 | Italia (bandiera)    | A     | Andrea Raimondi         |
| 19 | Italia (bandiera)    | C     | Niccolò Galli           |
| 20 | Italia (bandiera)    | C     | Alessandro De Vitis     |
| 21 | Senegal (bandiera)   | A     | Khouma el Babacar       |
| 22 | Italia (bandiera)    | P     | Ivan Pelizzoli          |
| 22 | Italia (bandiera)    | P     | Luca Anania             |
| 23 | Francia (bandiera)   | A     | Ousmane Dramé           |
| 23 | Brasile (bandiera)   | D     | Thiago Rangel Cionek    |
| 25 | Brasile (bandiera)   | C     | Bruno Leonardo Vicente  |
| 25 | Italia (bandiera)    | D     | Paolo Hernán Dellafiore |
| 27 | Italia (bandiera)    | D     | Matteo Piccinni         |
| 28 | Italia (bandiera)    | A     | Emiliano Bonazzoli      |
| 29 | Venezuela (bandiera) | D     | Rolf Feltscher          |
| 30 | Italia (bandiera)    | P     | Alex Calderoni          |
| 33 | Italia (bandiera)    | D     | Francesco Renzetti      |

## Calciomercato

### Sessione estiva(dall'1/7 al 31/8)
Aggiornata al 30 agosto
| Acquisti | Acquisti               | Acquisti    | Acquisti                         |
| R.       | Nome                   | da          | Modalità                         |
| -------- | ---------------------- | ----------- | -------------------------------- |
| P        | Luca Anania            | Pescara     | definitivo                       |
| P        | Marco Silvestri        | Chievo      | prestito                         |
| D        | Rolf Feltscher         | Parma       | prestito con diritto di riscatto |
| D        | Matteo Piccinni        | AlbinoLeffe | prestito con diritto di riscatto |
| D        | Marco Piccioni         | svincolato  | -                                |
| D        | Thiago Rangel Cionek   | Jagiellonia | definitivo                       |
| D        | Andrea Rispoli         | Parma       | prestito                         |
| C        | Alessandro De Vitis    | Parma       | prestito                         |
| C        | Niccolò Galli          | Parma       | compartecipazione                |
| C        | Marco Gallozzi         | Empoli      | fine prestito                    |
| C        | Nwankwo Obiora         | Parma       | prestito                         |
| C        | Bruno Leonardo Vicente | Como        | fine prestito                    |
| C        | Federico Viviani       | Roma        | prestito                         |
| A        | Diego Farias           | Chievo      | prestito                         |
| A        | Pablo Granoche         | Chievo      | prestito                         |
| A        | Khouma el Babacar      | Fiorentina  | prestito                         |
| A        | Andrea Raimondi        | Juve Stabia | fine prestito                    |
| A        | Filippo Talato         | Monza       | fine prestito                    |
| A        | Daniele Vantaggiato    | Bologna     | fine prestito                    |

| Cessioni | Cessioni               | Cessioni                | Cessioni                         |
| R.       | Nome                   | a                       | Modalità                         |
| -------- | ---------------------- | ----------------------- | -------------------------------- |
| P        | Ivan Pelizzoli         | Pescara                 | definitivo                       |
| P        | Mattia Perin           | Genoa                   | fine prestito                    |
| P        | Andrea Cano            | -                       | svincolato                       |
| D        | Christian Beccaro      | Pro Patria              | prestito                         |
| D        | Daniel Beccaro         | Santarcangelo           | prestito                         |
| D        | Giulio Donati          | Inter                   | fine prestito                    |
| D        | Edvinas Girdvainis     | Ekranas                 | definitivo                       |
| D        | Nicola Maniero         | Bellaria                | prestito                         |
| D        | Marco Petrassi         | -                       | svincolato                       |
| D        | Raffaele Schiavi       | Parma                   | fine prestito                    |
| C        | Simone Bentivoglio     | Chievo                  | fine prestito                    |
| C        | Andrea Bovo            | -                       | svincolato                       |
| C        | William Jidayi         | -                       | svincolato                       |
| C        | Vincenzo Italiano      | -                       | svincolato                       |
| C        | Dejan Lazarević        | Genoa                   | risoluzione compartecipazione    |
| C        | Michele Marcolini      | -                       | svincolato                       |
| C        | Omar Milanetto         | -                       | ritirato                         |
| C        | Wilfred Osuji          | Modena                  | prestito                         |
| C        | Igor Radrezza          | Sterilgarda Castiglione | prestito                         |
| C        | Bruno Leonardo Vicente | Botev Vraca             | prestito                         |
| A        | Daniele Cacia          | Lecce                   | fine prestito                    |
| A        | Adama Diakitè          | AlbinoLeffe             | prestito con diritto di riscatto |
| A        | Alberto Gomes de Pina  | Aprilia                 | definitivo                       |
| A        | Ousmane Dramé          | Ascoli                  | prestito                         |
| A        | Linus Hallenius        | Genoa                   | fine prestito                    |
| A        | Francesco Ruopolo      | -                       | svincolato                       |
| A        | Davide Succi           | Palermo                 | fine prestito                    |
| A        | Filippo Talato         | Sterilgarda Castiglione | prestito                         |

## Sessione invernale(dal 3/1 al 31/1)
| Acquisti | Acquisti                | Acquisti | Acquisti          |
| R.       | Nome                    | da       | Modalità          |
| -------- | ----------------------- | -------- | ----------------- |
| P        | Alex Calderoni          | -        | svincolato        |
| D        | Paolo Hernán Dellafiore | Siena    | prestito          |
| C        | Giuseppe De Feudis      | Torino   | definitivo        |
| C        | Manuel Iori             | Chievo   | compartecipazione |
| A        | Emiliano Bonazzoli      | -        | svincolato        |
| A        | Ousmane Dramé           | Ascoli   | fine prestito     |

| Cessioni | Cessioni       | Cessioni | Cessioni      |
| R.       | Nome           | a        | Modalità      |
| -------- | -------------- | -------- | ------------- |
| D        | Rolf Feltscher | Parma    | fine prestito |
| D        | Michele Franco | Varese   | definitivo    |
| C        | Nwankwo Obiora | Parma    | fine prestito |
| A        | Ousmane Dramé  | Lecce    | prestito      |
| A        | Pablo Granoche | Chievo   | fine prestito |

## Risultati

### Serie B

#### Girone d'andata
| Arbitro: | Mariani (Aprilia) |

|              |           |                |
| Renzetti 38’ | Marcatori | 57’ Mammarella |

| Arbitro: | Di Bello (Brindisi) |

|                                         |           |                           |
| Emerson 9’ Siligardi 29’ Bernardini 69’ | Marcatori | 11’ De Vitis 86’ N. Galli |

| Arbitro: | Borriello (Mantova) |

|           |           |           |
| Cuffa 64’ | Marcatori | 21’ Olivi |

| Brescia 14 settembre 2012, ore 20:45 CEST 4ª giornata | Brescia          | 0 – 0 referto | Padova | Stadio Mario Rigamonti (1.800 spett.)\| Arbitro: \| Ostinelli (Como) \| |
| Arbitro:                                              | Ostinelli (Como) |               |        |                                                                         |

| Arbitro: | Candussio (Cervignano del Friuli) |

|                                   |           |                        |
| Farias 33’ Cuffa 45+3’ Cutolo 51’ | Marcatori | 41’ A. Viola 85’ Adejo |

| Arbitro: | Giancola (Vasto) |

|                  |           |  |
| Viviani 40’, 62’ | Marcatori |  |

| Arbitro: | Baracani (Firenze) |

|             |           |  |
| Mbakogu 64’ | Marcatori |  |

| Arbitro: | Velotto (Grosseto) |

|                           |           |                 |
| Farias 35’ Raimondi 90+4’ | Marcatori | 7’ Hallfreðsson |

| Arbitro: | Pinzani (Empoli) |

|  |           |                 |
|  | Marcatori | 33’, 55’ Cutolo |

| Arbitro: | Cervellera (Taranto) |

|            |           |                 |
| Casoli 71’ | Marcatori | 57’, 65’ Farias |

| Arbitro: | Gavillucci (Latina) |

|              |           |               |
| Granoche 53’ | Marcatori | 56’ Sciaudone |

| Modena 30 ottobre 2012, ore 20:45 CET 12ª giornata | Modena       | 0 – 0 referto | Padova | Stadio Alberto Braglia (4.408 spett.)\| Arbitro: \| Nasca (Bari) \| |
| Arbitro:                                           | Nasca (Bari) |               |        |                                                                     |

| Arbitro: | Ciampi (Roma) |

|              |           |             |
| Granoche 11’ | Marcatori | 45+2’ Succi |

| Arbitro: | Palazzino (Ciampino) |

|                                      |           |  |
| Neto Pereira 17’, 20’ Martinetti 39’ | Marcatori |  |

| Arbitro: | Pinzani (Empoli) |

|                               |           |               |
| Cutolo 4’ Raimondi 89’, 90+5’ | Marcatori | 52’ Giannetti |

| Arbitro: | Di Paolo (Avezzano) |

|  |           |            |
|  | Marcatori | 26’ Farias |

| Arbitro: | Abbattista (Molfetta) |

|                |           |            |
| Raimondi 90+2’ | Marcatori | 82’ Soncin |

| Arbitro: | Velotto (Grosseto) |

|                                |           |                |
| González 22’, 43’ Lepiller 35’ | Marcatori | 37’ Zé Eduardo |

| Arbitro: | Candussio (Cervignano del Friuli) |

|            |           |                                         |
| Farias 68’ | Marcatori | 12’ Terranova 16’ T. Bianchi 59’ Boakye |

| Arbitro: | Fabbri (Ravenna) |

|                     |           |                           |
| Okaka 19’ Goian 68’ | Marcatori | 5’, 43’ Farias 32’ Cutolo |

| Padova 26 dicembre 2012, ore 15:00 CET 21ª giornata | Padova                 | 0 – 0 referto | Ternana | Stadio Euganeo (6.094 spett.)\| Arbitro: \| Manganiello (Pinerolo) \| |
| Arbitro:                                            | Manganiello (Pinerolo) |               |         |                                                                       |

#### Girone di ritorno
| Arbitro: | Pairetto (Nichelino) |

|                        |           |              |
| Amenta 63’ Paghera 77’ | Marcatori | 61’ De Vitis |

| Padova 26 gennaio 2013, ore 15:00 CET 23ª giornata | Padova               | 0 – 0 referto | Livorno | Stadio Euganeo (5.348 spett.)\| Arbitro: \| Cervellera (Taranto) \| |
| Arbitro:                                           | Cervellera (Taranto) |               |         |                                                                     |

| Arbitro: | Di Bello (Brindisi) |

|                     |           |                     |
| Piccinni 16’ (aut.) | Marcatori | 90+6’ (rig.) Cutolo |

| Padova 9 febbraio 2013, ore 15:00 CET 25ª giornata | Padova                            | 0 – 0 referto | Brescia | Stadio Euganeo (5.209 spett.)\| Arbitro: \| Candussio (Cervignano del Friuli) \| |
| Arbitro:                                           | Candussio (Cervignano del Friuli) |               |         |                                                                                  |

| Arbitro: | Borriello (Mantova) |

|                                   |           |             |
| Gerardi 63’ Di Michele 79’ (rig.) | Marcatori | 59’ Rispoli |

| Arbitro: | Pasqua (Tivoli) |

|               |           |            |
| Maccarone 26’ | Marcatori | 43’ Farias |

| Arbitro: | Fabbri (Ravenna) |

|             |           |  |
| Babacar 52’ | Marcatori |  |

| Arbitro: | Ciampi (Roma) |

|  |           |                       |
|  | Marcatori | 60’ Farias 67’ Cutolo |

| Arbitro: | Giancola (Vasto) |

|  |           |              |
|  | Marcatori | 4’ Castiglia |

| Arbitro: | Ostinelli (Como) |

|  |           |           |
|  | Marcatori | 67’ Erpen |

| Arbitro: | Manganiello (Pinerolo) |

|                                    |           |  |
| Caputo 39’, 64’ (rig.) Ghezzal 44’ | Marcatori |  |

| Arbitro: | Pinzani (Empoli) |

|  |           |               |
|  | Marcatori | 86’ Mazzarani |

| Arbitro: | Mariani (Aprilia) |

|                                 |           |  |
| Rodríguez 65’ L. Ceccarelli 74’ | Marcatori |  |

| Arbitro: | Borriello (Mantova) |

|               |           |                   |
| Bonazzoli 74’ | Marcatori | 41’ (rig.) Ebagua |

| Arbitro: | Tommasi (Bassano del Grappa) |

|                                               |           |                                         |
| Di Nardo 17’ Gallozzi 32’ (aut.) Schiavon 49’ | Marcatori | 23’ Cutolo 46’ Bonazzoli 56’ Zé Eduardo |

| Arbitro: | Fabbri (Ravenna) |

|                            |           |           |
| Iori 14’ (rig.) Cutolo 53’ | Marcatori | 88’ Ciano |

| Arbitro: | Di Paolo (Avezzano) |

|  |           |                |
|  | Marcatori | 33’ Zé Eduardo |

| Arbitro: | Palazzino (Ciampino) |

|                                          |           |                                                    |
| Bonazzoli 17’ De Feudis 52’ Cutolo 90+4’ | Marcatori | 19’ (aut.) Dellafiore 23’ F. Lazzari 41’ Seferović |

| Arbitro: | Di Bello (Brindisi) |

|                     |           |            |
| Terranova 2’ (rig.) | Marcatori | 26’ Cutolo |

| Arbitro: | Manganiello (Pinerolo) |

|                |           |                          |
| Zé Eduardo 44’ | Marcatori | 66’ (rig.) D. Di Gennaro |

| Arbitro: | Giancola (Vasto) |

|                                 |           |                   |
| Vitale 4’ (rig.) Bencivenga 60’ | Marcatori | 50’ (rig.) Cutolo |

### Coppa Italia
| Arbitro: | Palazzino (Ciampino) |

|                                     |                      |                                  |
| Babacar 25’ (rig.) Cutolo 105’      | Marcatori            | 44’ Benedetti 119’ Suagher       |
| Zé Eduardo Cutolo Piccioni Granoche | Tiri di rigore 4 – 2 | Favasulli Sabato Benedetti Tulli |

| Arbitro: | Romeo (Verona) |

|                            |           |  |
| Bonaventura 23’ Brivio 29’ | Marcatori |  |

## Statistiche
Statistiche aggiornate al 3 giugno 2013

### Statistiche di squadra
| Competizione | Punti | In casa | In casa | In casa | In casa | In casa | In casa | In trasferta | In trasferta | In trasferta | In trasferta | In trasferta | In trasferta | Totale | Totale | Totale | Totale | Totale | Totale | DR |
| Competizione | Punti | G       | V       | N       | P       | Gf      | Gs      | G            | V            | N            | P            | Gf           | Gs           | G      | V      | N      | P      | Gf     | Gs     | DR |
| ------------ | ----- | ------- | ------- | ------- | ------- | ------- | ------- | ------------ | ------------ | ------------ | ------------ | ------------ | ------------ | ------ | ------ | ------ | ------ | ------ | ------ | -- |
| Serie B      | 53    | 21      | 6       | 11      | 4       | 24      | 21      | 21           | 6            | 6            | 9            | 23           | 30           | 42     | 12     | 17     | 13     | 47     | 51     | -4 |
| Coppa Italia | -     | 1       | 0       | 1       | 0       | 2       | 2       | 1            | 0            | 0            | 1            | 0            | 2            | 2      | 0      | 1      | 1      | 2      | 4      | -2 |
| Totale       | -     | 0       | 0       | 0       | 0       | 0       | 0       | 0            | 0            | 0            | 0            | 0            | 0            | 0      | 0      | 0      | 0      | 0      | 0      | 0  |

### Statistiche dei giocatori
| Giocatore     | Serie B  | Serie B | Serie B     | Serie B    | Coppa Italia | Coppa Italia | Coppa Italia | Coppa Italia | Totale   | Totale | Totale      | Totale     |
| Giocatore     | Presenze | Reti    | Ammonizioni | Espulsioni | Presenze     | Reti         | Ammonizioni  | Espulsioni   | Presenze | Reti   | Ammonizioni | Espulsioni |
| ------------- | -------- | ------- | ----------- | ---------- | ------------ | ------------ | ------------ | ------------ | -------- | ------ | ----------- | ---------- |
| L. Anania     | 19       | -24     | 4           | 1          | 0            | 0            | 0            | 0            | 19       | -24    | 4           | 1          |
| T. Cionek     | 30       | 0       | 5           | 0          | 0            | 0            | 0            | 0            | 30       | 0      | 5           | 0          |
| A. Cutolo     | 39       | 12      | 7           | 0          | 2            | 1            | 0            | 0            | 41       | 13     | 7           | 0          |
| M. Cuffa      | 15       | 2       | 1           | 0          | 0            | 0            | 0            | 0            | 15       | 2      | 1           | 0          |
| A. De Vitis   | 27       | 2       | 5           | 1          | 2            | 0            | 0            | 0            | 29       | 2      | 5           | 1          |
| K. el Babacar | 16       | 1       | 1           | 0          | 1            | 1            | 0            | 0            | 17       | 2      | 1           | 0          |
| D. Farias     | 34       | 10      | 7           | 0          | 2            | 0            | 0            | 0            | 36       | 10     | 7           | 0          |
| R. Feltscher  | 2        | 0       | 0           | 0          | 0            | 0            | 0            | 0            | 2        | 0      | 0           | 0          |
| M. Franco     | 4        | 0       | 0           | 0          | 2            | 0            | 0            | 0            | 6        | 0      | 0           | 0          |
| N. Galli      | 6        | 1       | 1           | 0          | 2            | 0            | 0            | 0            | 8        | 1      | 1           | 0          |
| M. Gallozzi   | 6        | 0       | 0           | 0          | 0            | 0            | 0            | 0            | 6        | 0      | 0           | 0          |
| E. Jelenič    | 21       | 0       | 2           | 0          | 1            | 0            | 0            | 0            | 22       | 0      | 2           | 0          |
| P. Granoche   | 13       | 2       | 2           | 0          | 2            | 0            | 0            | 0            | 15       | 2      | 2           | 0          |
| E. Legati     | 32       | 0       | 6           | 0          | 2            | 0            | 0            | 0            | 34       | 0      | 6           | 0          |
| L. Maniero    | 0        | 0       | 0           | 0          | 0            | 0            | 0            | 0            | 0        | 0      | 0           | 0          |
| N. Obiora     | 5        | 0       | 1           | 0          | 1            | 0            | 0            | 0            | 6        | 0      | 1           | 0          |
| I. Pelizzoli  | 1        | -1      | 0           | 0          | 2            | -4           | 0            | 0            | 3        | -5     | 0           | 0          |
| M. Piccinni   | 10       | 0       | 2           | 0          | 0            | 0            | 0            | 0            | 10       | 0      | 2           | 0          |
| M. Piccioni   | 16       | 0       | 0           | 0          | 2            | 0            | 0            | 0            | 18       | 0      | 0           | 0          |
| J. Portin     | 0        | 0       | 0           | 0          | 0            | 0            | 0            | 0            | 0        | 0      | 0           | 0          |
| A. Raimondi   | 24       | 4       | 0           | 0          | 0            | 0            | 0            | 0            | 24       | 4      | 0           | 0          |
| F. Renzetti   | 31       | 1       | 4           | 1          | 0            | 0            | 0            | 0            | 31       | 1      | 4           | 1          |
| A. Rispoli    | 31       | 1       | 9           | 0          | 2            | 0            | 1            | 0            | 33       | 1      | 10          | 0          |
| M. Silvestri  | 25       | -26     | 0           | 0          | 0            | 0            | 0            | 0            | 25       | -26    | 0           | 0          |
| T. Trevisan   | 35       | 0       | 11          | 0          | 2            | 0            | 0            | 0            | 37       | 0      | 11          | 0          |
| F. Viviani    | 22       | 2       | 5           | 0          | 1            | 0            | 0            | 0            | 23       | 2      | 5           | 0          |
| Zé Eduardo    | 33       | 4       | 5           | 1          | 2            | 0            | 0            | 0            | 35       | 4      | 5           | 1          |

## Giovanili

### Organigramma societario
Area Organizzativa
- Responsabile settore giovanile: Giorgio Molon
- Responsabile Organizzativo - Segretario: Fabio Pagliani
- Responsabile Attività di Base: Alberto Piva
- Referente Progetto Scuola: Francesco Beltramelli
- Referente Clinic Calcio Padova: Riccardo Bovo
- Magazziniere: Andrea Pravato, Luciano De Franceschi

Area tecnica
- Allenatore squadra Primavera: Cesare Maestroni
- Allenatore squadra Allievi Nazionali A e B 1996: Gualtiero Grandini
- Allenatore squadra Allievi Nazionali I' e II' Divisione 1997: Emanuele Pellizzaro
- Allenatore squadra Giovanissimi Nazionali 1998: Alberto Romano
- Allenatore squadra Giovanissimi Regionali 1999: Massimiliano Lucchini
- Allenatore Giovanissimi Professionisti 2000: Cosimo Chiefa
- Allenatore squadra Esordienti 2001: Riccardo Bovo
- Allenatore squadra Esordienti 2002: Massimiliano Saccon
- Allenatore squadra Pulcini 2003: Alberto Nabiuzzi
- Allenatore squadra Pulcini 2004: Francesco Beltramelli
- Preparatore Atletico: Maurizio Ballò, Riccardo Carola, Igor Petrassi, Riccardo Bovo
- Preparatore dei portieri: Massimo Mattiazzo, Adriano Zancopè, Federico Bee

Area Medica
- Responsabile Area Medica: Stefano Paiaro
- Medico: Daniele Numitore, Stefano Viale
- Fisioterapisti: Renato Norbiato, Antonio Maggiolini, Gabriele Tenace, Luciano Zorzan, Nicola Calderazzo

Dirigenti Accompagnatori
- Dirig. Accompagnatore Primavera: Francesco Stecca, Gianfranco Zennari
- Dirig. Accompagnatore Allievi Nazionali: Giuseppe Leli, Lucio Piva
- Dirig. Accompagnatore Allievi Regionali: Paolo Giarola, Massimo Macigni
- Dirig. Accompagnatori Giov.Nazionali: Gianni Fulici, Marco Lorenzi
- Dirig. Accompagnatori Giov. Regionali: Sergio Zanato, Luigi Tomasin
- Dirig. Accompagnatori Giov. Professionisti: Giorgio Zuin, Vittorio Pinton
- Dirig. Accompagnatori Esord. Provinciali 2000: Pietro De Bari, Roberto Micheletto
- Dirig. Accompagnatore Esord.Provinciali 2001: Franco Lazzarini
- Dirig. Accompagnatore Pulcini 2002: Franco Zorzi

Osservatori
- Osservatori: Paolo Alberti, Giancarlo Barizza, Ottorino Cavinato, Filippo Favaro, Gianfranco Folin, Rossella Maruzzo, Franco Matrigiani, Vittorio Scantamburlo, Marco Scopelli, Egidio Sinico, Paolo Stramazzo

Autisti
- Autisti: Carlo Borgato, Carlo Caicchiolo, Livio Caldieron, Adino De Grandis, Claudio Ferran, Gianni Fulici, Daniele Magon, Giuseppe Nardo, Gerardo Nardo, Francesco Nicoletto, Corrado Speranza

### Piazzamenti
- Primavera:
  - Campionato:
  - Coppa Italia:
  - Torneo di Viareggio:
- Allievi Nazionali A e B 1995:
  - Campionato:
- Allievi Nazionali I' e II' Divisione 1996:
  - Campionato:
- Giovanissimi Nazionali 1997:
  - Campionato:
- Giovanissimi Regionali 1998:
  - Campionato:
- Giovanissimi Professionisti 1999:
  - Campionato:
- Esordienti 2000:
  - Campionato:
- Esordienti 2001:
  - Campionato:
- Pulcini 2002:
  - Campionato:
- Pulcini 2003:
  - Campionato: